# Вівчицьк (зупинний пункт)
Вівчи́цьк — пасажирський залізничний зупинний пункт Рівненської дирекції Львівської залізниці.
Розташований неподалік від села Вівчицьк Ковельського району Волинської області на лінії Здолбунів — Ковель між станціями Любитів (11 км) та Голоби (4 км).
Станом на березень 2019 року щодня чотири пари електропоїздів прямують за напрямком Ковель-Пасажирський — Ківерці/Луцьк/Здолбунів.